# Sawankhalok

Statue des Königs Sri Indraditya

Sawankhalok (Thai: สวรรคโลก) ist die wichtigste Stadt und Verwaltungssitz des Landkreises (Amphoe) Sawankhalok der Provinz Sukhothai in der unteren Nordregion von Thailand.

## Geographie
Die Stadt liegt etwa auf der Hälfte zwischen der Provinzhauptstadt Sukhothai und der Kreisstadt Si Satchanalai.

## Geschichte
Das heutige Sawankhalok wurde vor weniger als 200 Jahren in der Rattanakosin-Periode gegründet. Der Name allerdings geht auf die Ayutthaya-Periode zurück, wurde damals jedoch von der Stadt getragen, die heute Si Satchanalai heißt. Nach deren Einnahme und Zerstörung durch die birmanische Armee siedelte sich die Bevölkerung im heutigen Sawankhalok an, der Name wanderte mit.
Die berühmte Sawankhalok- oder Sangkhalok-Keramik, die in früheren Jahrhunderten weit über das Gebiet des heutigen Thailands hinaus exportiert wurde, kam also gar nicht aus dem heutigen Sawankhalok. Die Brennöfen standen vielmehr in der Gegend um Si Satchanalai.

## Verkehr

### Eisenbahn

Kopfbahnhof Sawankhalok

Die Nordbahn der Thailändischen Staatsbahn von Bangkok nach Chiang Mai führt etwa 30 Kilometer östlich von Sawankhalok vorbei. Von deren Bahnhof Ban Dara Junction führt eine Zweigstrecke nach Sawankhalok. Es besteht täglich jeweils eine Verbindung von und nach Bangkok.
Das Empfangsgebäude in Sawankhalok wurde zwischen 1906 und 1912 von dem deutschen Architekten Karl Döhring entworfen und gebaut.

### Flughafen
Der nächstgelegene Flughafen ist der Flughafen Sukhothai (IATA-Flughafencode: THS), er liegt etwa neun Kilometer südlich der Stadt.

### Straße
Die Route 101 (Kamphaeng Phet – Nan) führt etwa zwei Kilometer östlich der Stadt vorbei.

## Sehenswürdigkeiten
- Lebhafter Nachtmarkt mit vielen Garküchen, die nordthailändische Kost anbieten.
- Sawanworanayok-Nationalmuseum – sehr schöne Sammlung an Buddha-Statuen aus den verschiedenen Stilepochen und mit Beispielen der Sangkhalok-Keramik.
- Unmittelbar gegenüber dem Museum liegt der ebenfalls sehenswerte Wat Sawankhalam
- Schrein und Statue von König Sri Indraditya